# 大田区立大森第十中学校
大田区立大森第十中学校（おおたくりつ おおもりだいじゅうちゅうがっこう）とは東京都大田区仲池上に所在する公立中学校。

## 沿革
- 1947年5月 - 開校
- 2017年11月 - 開校70周年記念式典が開催された。

## 周辺
坂の上にある東京都大田区立馬込中学校とは50mほどしか離れていない。
- 呑川（八幡橋）

## 交通アクセス
- 最寄り駅は都営地下鉄浅草線 西馬込駅から徒歩10分。
- バスは大森駅西口・池上駅前から東急バス上池上循環（森06・07）利用で「大森十中前」下車すぐ。